# FC Kolos Kovalivka
El FC Kolos Kovalivka es un equipo de fútbol de Ucrania que juega en la Liga Premier de Ucrania, la primera división de fútbol del país.

## Historia
Fue fundado en el año 2012 en el poblado de Kovalivka del Óblast de Odesa y en sus primeros años se limitaron a jugar en los torneos regionales con ciudades cercanas.
En 2014 participa por primera vez en torneos nacionales a nivel aficionado, logrando el ascenso a la Segunda Liga de Ucrania dos años después. Al año siguiente es campeón de la segunda liga y asciende a la Primera Liga de Ucrania.
En la temporada 2018/19 termina en segundo lugar de la Primera Liga de Ucrania y gana el ascenso a la Liga Premier de Ucrania por primera vez. En 2020 juega su primer torneo internacional cuando logra la clasificación a la Liga Europa de la UEFA 2020-21 donde es eliminado en la tercera ronda por el HNK Rijeka de Croacia en tiempo extra luego de eliminar en la ronda anterior al Aris Salónica FC de Grecia, ambos partidos en condición de visitante.

## Palmarés
- Ukrainian Second League (1): 2015–16
- Campeonato de Kiev (3): 2012, 2013, 2014

## Participación en competiciones de la UEFA
| Temporada | Torneo                  | Ronda         | Club               | Casa | Visita | Global         |
| --------- | ----------------------- | ------------- | ------------------ | ---- | ------ | -------------- |
| 2020-21   | Liga Europa             | Segunda ronda | Aris Salónica      | –    | 2–1    | 2–1            |
| 2020-21   | Liga Europa             | Tercera ronda | Rijeka             | –    | 0–2    | 0–2 (t. s.)    |
| 2021-22   | Liga Europa Conferencia | Tercera ronda | Shakhter Karagandá | 0–0  | 0–0    | 0–0 (1:3 pen.) |